# Групни социјални рад
Групни социјални рад је заједнички назив за веома разнородну скупину савремених терапија које се, насупрот индивидуалној терапији, одвијају у групама, сачињеним од појединаца са релативно сличним проблемима, и терапеута који води групу. У групном социјалном раду клијентима се пружа стручна помоћ у напору да схвате сами себе, да разумеју своје поступке и понашање кроз интерактивно сагледавање својих реакција на људе са којима се сусрећу. У овом поступку, социјални терапеут се користи групним процесима да би ефикасније модификовао понашање, мишљења и осећања сваког свог клијента. Најпознатије групне терапије у социјалном раду су: психодрама, гешталт терапија, групе сусретања, терапија осећања, социотерапијски клубови адолесцената, лечених алкохоличара, породична терапија и сл.